# 復活之キリスト教団
復活之キリスト教団または復活之基督教団（ふっかつのキリストきょうだん）は、長野県長野市に本部を置くプロテスタント系ホーリネス運動の宣教団体。

## 沿革

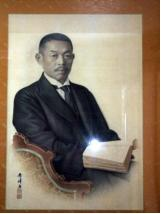
大正時代のリバイバリスト柘植不知人

- 1947年12月6日　基督伝道隊を設立した柘植不知人の同労者、藤村壮七に学んだ「岩田善枝」が創設。長野市内に会堂を建設。聖イェス会発足を機に、聖イェス会・長野教会となった。
- 1954年 当初聖イェス会に所属していたが、教義上の相違により離脱。復活之基督教団として独立した。
- 1967年 長野市の郊外に教団の神学校である「完徳学院」を開校。同施設内に教団本部事務所を設置した。
- 1983年 教義上の問題により長野教会は教団より離脱。その後は単立・復活之キリスト長野教会となった。
- 2003年 長野市の郊外の本部教会にて、心の相談室「エリヤハウス・祈りのミニストリー」を開始した。

## 特徴
- 新生、内住、聖化、栄化を重んじる。

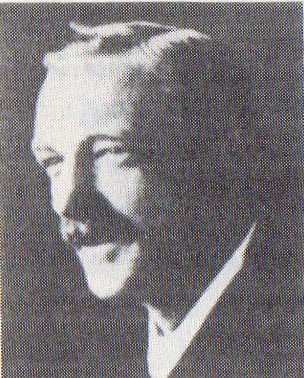
日本伝道隊創設者バークレー・バックストン

- バックストンと柘植不知人の二人の信仰に立脚しているが、極端な霊的信仰にならない、現象に左右されない十字架の信仰を持つ。
- ガラテヤ書の信仰に立脚した、健全な基督の復活信仰を持つ。

## 教義
- 聖書全巻を神の言葉として信じ、正しく教え導くプロテスタント教会であることを旨とする。
- 岩田善枝の純粋な信仰を受け継ぐ。
- 旧新約聖書を神の言葉として信じ、使徒信条を告白し、洗礼と聖餐の礼典を執り行う。
- 義認・聖化・栄化の十字架の恵みに生きること、キリストの聖なる姿を内なる心に完成し、救霊の業に励むことを目標とする。

## 系列教会および機関
- 復活之キリスト往生地教会 （長野県長野市）…本部教会
  - 完徳学院 （長野県長野市）　往生地教会内
- 復活之キリスト穂高教会 （長野県安曇野市）
- 復活之キリスト小諸教会 （長野県小諸市）
- 復活之キリスト春日教会 （長野県佐久市）
- 復活之キリスト飯田教会 （長野県飯田市）
- 復活之キリスト東京教会 （東京都墨田区）
- 復活之キリスト日進教会 （愛知県日進市）
- 和光新エルサレム教会 （京都府向日市）